# Royal Dottignies Sport
Maillots
Dernière mise à jour : 3 août 2017.
Le Royal Dottignies Sports est un club de football belge basé à Dottignies, un village faisant partie de la commune de Mouscron. Bien qu'appartenant administrativement à la province de Hainaut, le club évolue dans les séries provinciales de Flandre-Occidentale pour réduire les distances de leurs déplacements. Il évolue en deuxième provinciale lors de la saison 2017-2018. Au cours de son Histoire, le matricule 1619 a disputé 8 saisons dans les séries nationales, dont 2 au troisième niveau.

## Histoire
Le club est fondé en 1929, et s'affilie à l'Union Belge le 24 juin 1930, qui lui attribue le matricule 1619. Le club est versé dans les séries provinciales de Flandre-Occidentale, province à laquelle appartient la commune de Dottignies à l'époque. Après la fixation de la frontière linguistique en 1962, Mouscron et les villages avoisinants sont transférés vers le Hainaut, mais le club demande à rester dans les provinciales ouest-flandriennes par souci d'éviter les longs déplacements.
Le Royal Dottignies Sports rejoint pour la première fois la Promotion, quatrième et dernier niveau national, en 1977. Il est à ce moment le premier club de l'entité mouscronnoise, l'Excelsior ayant été relégué en provinciales. Lors de ses trois premières saisons au niveau national, le club termine dans la seconde moitié du classement, échappant même de peu à la relégation en 1980. C'est donc un peu une surprise de voir le club remporter le titre dans sa série l'année suivante, ce qui lui permet de monter pour la première fois en Division 3.
Si le club parvient à assurer son maintien lors de sa première saison en troisième division, il termine dernier l'année suivante, et doit retourner en Promotion en 1983. Deux ans plus tard, le club subit une nouvelle relégation, qui le renvoie vers la première provinciale, après huit saisons disputées dans les divisions nationales. Au fil des saisons, le club descend dans la hiérarchie du football belge, et se retrouve finalement en quatrième provinciale, le plus bas niveau possible. En 2010, le club connaît de gros problèmes sportifs et financiers qui menacent sa survie. Finalement, une solution est trouvée par divers partenariats, et le club peut poursuivre ses activités. Trois ans plus tard, il remporte sa série et monte en troisième provinciale.

## Résultats dans les divisions nationales
Statistiques mises à jour au 24 juin 2013

### Bilan
| Niv | Divisions     | Jouées | Titres | TM Up | TM Down |
| --- | ------------- | ------ | ------ | ----- | ------- |
| I   | 1re nationale | 0      | 0      |       |         |
| II  | 2e nationale  | 0      | 0      |       |         |
| III | 3e nationale  | 2      | 0      |       |         |
| IV  | 4e nationale  | 6      | 1      |       |         |
| V   | 5e nationale  | 0      | 0      |       |         |
|     |               |        |        |       |         |
|     | TOTAUX        | 8      | 1      | 0     | 0       |

- TM Up : test-match pour départager des égalités, ou toutes formes de Barrages ou de Tour final pour une montée éventuelle.
- TM Down : test-match pour départager des égalités, ou toutes formes de Barrages ou de Tour final pour le maintien.

### Classements saison par saison
| Ordre               | Saison  | Nom du club          | Niveau             | Classement final | Remarques         |
| ------------------- | ------- | -------------------- | ------------------ | ---------------- | ----------------- |
| 1                   | 1977-78 | R. Dottignies Sports | Promotion série C  | 8e/16            |                   |
| 2                   | 1978-79 | R. Dottignies Sports | Promotion série B  | 10e/16           |                   |
| 3                   | 1979-80 | R. Dottignies Sports | Promotion série A  | 13e/16           |                   |
| 4                   | 1980-81 | R. Dottignies Sports | Promotion série A  | 1er/16           | Champion et promu |
| 5                   | 1981-82 | R. Dottignies Sports | Division 3 série A | 13e/16           |                   |
| 6                   | 1982-83 | R. Dottignies Sports | Division 3 série A | 16e/16           | Relégué!          |
| 7                   | 1983-84 | R. Dottignies Sports | Promotion série A  | 9e/16            |                   |
| 8                   | 1984-85 | R. Dottignies Sports | Promotion série A  | 15e/16           | Relégué!          |
| séries provinciales |         |                      |                    |                  |                   |